# Коберсдорф
Коберсдорф (нім. Kobersdorf) — ярмаркова громада округу Оберпуллендорф у землі Бургенланд, Австрія.
Коберсдорф лежить на висоті  320 м над рівнем моря і займає площу  27,3 км². Громада налічує 1925 мешканців. 
Густота населення 71/км².  
|                                     |
| Коберсдорф на мапі округу та землі. |

 Адреса управління громади: Hauptstraße 38, 7332 Kobersdorf. 

## Демографія
Історична динаміка населення міста за даними сайту Statistik Austria

## Виноски
1. ↑  Dauersiedlungsraum der Gemeinden Politischen Bezirke und Bundesländer - Gebietsstand 1.1.2018 — Статистичне управління Австрії.
2. ↑  Austrian Map — BEV.
3. ↑  Einwohnerzahl 1.1.2018 nach Gemeinden mit Status, Gebietsstand 1.1.2018 — Статистичне управління Австрії.
4. ↑  www.kobersdorf.at. Архів оригіналу за 27 Березня 2022. Процитовано 30 Березня 2022.
5. ↑  Gemeindedaten von Kobersdorf. Архів оригіналу за 29 Вересня 2007. Процитовано 4 Листопада 2013.

| Австрія | Це незавершена стаття з географії Австрії. Ви можете допомогти проєкту, виправивши або дописавши її. |